# Octomeria fasciculata
Octomeria fasciculata är en orkidéart som beskrevs av João Barbosa Rodrigues. Octomeria fasciculata ingår i släktet Octomeria och familjen orkidéer. Inga underarter finns listade i Catalogue of Life.